# Fontana (Kansas)
Pour les articles homonymes, voir Fontana.
Fontana est une municipalité américaine située dans le comté de Miami au Kansas. Lors du recensement de 2010, sa population est de 224 habitants.

## Géographie
Fontana se trouve dans l'est du Kansas.
La municipalité s'étend en 2010 sur une superficie de 0,84 mille carré (2,18 km2).

## Histoire
La localité est fondée en 1869 par J. B. Grinnell peu de temps avant l'arrivée du chemin de fer ; le précédent site d'Old Fontana est alors abandonné.
Le bureau de poste local ouvre la même année, sous le nom de Fontania ; il est déplacé depuis le bourg voisin d'Osage. Il prend le nom de Fontana en 1873. Son nom fait référence à une source proche,.

## Démographie
Selon l'American Community Survey de 2018, la population est très majoritairement blanche (à 90,5 %) avec une petite minorité métisse et afro-américaine. Le revenu médian par foyer de 60 313 dollars est proche du chiffre national (60 293 dollars) et supérieur au Kansas (57 422 dollars). Son taux de pauvreté est de 9,4 % (contre 12 % au Kansas et 11,8 % aux États-Unis).